# 小行星3996
小行星3996（3996 Fugaku）是一颗绕太阳运转的小行星，为主小行星带小行星。该小行星于1988年12月5日发现。

## 轨道参数
小行星3996的轨道半长轴为2.2590704 UA，离心率为0.104。